# الخطة المسؤولة لإنهاء الحرب في العراق
الخطة المسؤولة لإنهاء الحرب في العراق عبارة عن خطة من 36صفحة تم إنشاؤها من قبل مجموعة من المرشحين الديمقراطيين للكونغرس بالولايات المتحدة وضباط الجيش المتقاعدين والمتخصصين في الأمن القومي والتي حددت تدابير السياسة (التي تتكون من مشاريع قوانين كانت معروضة على كونغرس الولايات المتحدة في وقت كتابة هذا التقرير) أن المرشحين تعهدوا بدعمهم في انتخابات عام2008.
كانت مقترحات الخطة المعلنة فيما يتعلق بالعراق هي: تقليص التدخل العسكري الأمريكي في العراق، وتطوير قدرة دائمة على بناء الدولة في وزارة الخارجية، وضخ كبير للمساعدات الخارجية في العراق، ونقل المسؤولية إلى المجتمع الدولي من خلال الحوار، ومعالجة قضايا اللاجئين، وإنشاء لجنة مستقلة لجرائم الحرب، وتمويل التعليم لتحسين وضع المرأة.
فيما يتعلق بالسياسة الداخلية الأمريكية، كانت المقترحات تحظر بيانات التوقيع الرئاسية، وتطلب المعاملة وفقًا لاتفاقيات جنيف وحقوق المثول أمام القضاء لجميع السجناء، والسماح لأهداف المراقبة المحتملة بمقاضاة الحكومة بشكل استباقي للحصول على إفادة زجرية، وحظر التسليم، زيادة الفوائد للمحاربين القدامى، وتقليل التعاقد الدفاعي، ومعالجة قضايا الطاقة.

## خلفية
في 20 آذار (مارس) 2003،غزت الولايات المتحدة العراق بقيادة تحالف متعدد الجنسيات شمل القوات البريطانية بالإضافة إلى وحدات أصغر من أستراليا والدنمارك وبولندا ودول أخرى.
منذ بداية الحرب كان هناك جدل كبير حول كيف يجب أن تنتهي.استندت الخطة إلى عدد من الحقائق والأحداث كأساس لوجودها، منها ما يلي:
- في تشرين الثاني (نوفمبر) 2006، انتخب الناخبون أغلبية جديدة للحزب الديمقراطي في كل من مجلسي الشيوخ والنواب في الكونجرس رقم 110، إلى حد كبير مع توقع أنهم سيعملون على تقليل أو إنهاء المشاركة العسكرية الأمريكية في العراق.[3]
- في كانون الأول (ديسمبر) 2006، أصدرت مجموعة دراسة العراق (ISG)، وهي لجنة مؤلفة من عشرة أعضاء من الحزبين وعينها الكونجرس في 15 مارس 2006، تقريرها النهائي.المعروف أيضًا باسم لجنة بيكر هاملتون، تم تكليف مجموعة دراسة العراق (ISG) بتقييم الوضع في العراق وحرب العراق بقيادة الولايات المتحدة وتقديم توصيات بشأن السياسة.بينما أشاد الرئيس جورج دبليو بوش بجهود مجموعة دراسة العراق، رفض العديد من توصياتها.[4]
- في مارس 2007، زعم الجنرال ديفيد بتريوس، القائد العام للقوة متعددة الجنسيات في العراق، أنه «لا يوجد حل عسكري» في العراق، وأن المفاوضات السياسية كانت حاسمة لتحقيق أي سلام دائم.[5]
- بحلول آذار (مارس) 2008، بلغ عدد القتلى من العسكريين الأمريكيين في العراق 4000،[6] وجُرح آلاف آخرون، وما يقدر بمئات الآلاف من الضحايا العراقيين.[7]
- وبحلول مارس 2008 أيضًا، تجاوزت التكلفة المالية لحرب العراق على الولايات المتحدة علامة نصف تريليون دولار.[8]

## إنبات
في 27 أغسطس 2007، قام الرئيس بوش بزيارة لجمع التبرعات إلى بلفيو،واشنطن دعماً للممثل الجمهوري منطقة الكونجرس 8 في واشنطن ديف رايشرت. ردا على ذلك، نظمت المنافس الرئيسي لريتشرت، المرشح الديمقراطي دارسي بيرنر، اجتماع «قاعة المدينة الافتراضية» لمناقشة الوضع في العراق. تم بث اجتماع مجلس المدينة مباشرة عبر الإنترنت وشمل شهادات من السفير جو ويلسون واللواء المتقاعد بول إيتون، القائد العام السابق للانتقال الأمني في العراق، ومشاركة جون سولتز، رئيس VoteVets.org، والكابتن البحري المتقاعد لاري سيكويست، من بين أمور أخرى. في بيان بعد الحدث، كتب دارسي بيرنر:

## إزاحة الستار
في 17 مارس2008 في مؤتمر «استرد أمريكا»  في واشنطن العاصمة، انضم خمسة مرشحين آخرين للكونغرس إلى دارسي بيرنر (WA-08)، دونا إدواردز (MD-04)، وتشيلي بينغري (ME-01)، وتوم بيرييلو (VA-05) وسام بينيت (PA-15) وجارد بولس (CO-02) لإزاحة الستار عن خطة مسؤولة لإنهاء الحرب في العراق، وهي وثيقة من 36 صفحة كانت تتويجًا لـ ستة أشهر من الجهد.

## المصادقون
بالإضافة إلى المرشحين الستة في إزاحة الستار في مارس 2008 وإيتون، تم اعتماد الخطة أيضًا في البداية من قبل المرشحين إريك ماسا (NY-29)، جورج فيرينج (WA-04)، لاري بيرنز (FL-14)، وستيف هاريسون (NY-13)، وكذلك الدكتور لورانس كورب، مساعد وزير الدفاع السابق في إدارة ريغان، النقيب.لاري سيكويست، القائد السابق ليو إس إس آيوا ونائب مساعد وزير الدفاع بالإنابة لتخطيط السياسات، والعميد جون جونز، المتخصص في مكافحة التمرد وبناء الدولة. بعد يومين من الكشف الأولي، أضاف راند بيرز، خبير مكافحة الإرهاب الذي خدم في مجلس الأمن القومي في عهد الرؤساء رونالد ريغان، وجورج إتش دبليو بوش، وبيل كلينتون تأييده. في غضون أسبوع واحد، تلقت الخطة تأييد 24 منافسًا ديمقراطيًا إضافيًا، واعتبارًا من يوليو 2008 حصلت على 58 موافقة لمرشح مجلس النواب ومجلس الشيوخ، وأكثر من 50000 شخص مؤيد.

## محتويات

### الخطوط العريضة
السؤالان الاستراتيجيان الرئيسيان اللذان سعت الخطة إلى الإجابة عليهما هما:
- كيف ننهي الاشتباك العسكري الأمريكي في العراق نهاية مسؤولة؟
- كيف نمنع تكرار الأخطاء التي حدثت؟

حاولت الخطة تقديم إستراتيجية عسكرية ودبلوماسية واقتصادية مشتركة لإنهاء الحرب في العراق.واستشهدت بتوصيات مختلفة من مجموعة دراسة العراق وأدرجت عددًا من مشاريع القوانين الحالية، ولكن المتوقفة في الكونغرس والتي عالجت مجالات تركيز متعددة.

### أهداف
قسمت الخطة مجالات التركيز إلى عدة فئات:
- إنهاء العمل العسكري الأمريكي في العراق.

(حسب توصيات مجموعة دراسة العراق 22 و 40 و 41 و 42)
- زيادة استخدام القوة الدبلوماسية الأمريكية وإعادة تركيز إجراءات مكافحة الإرهاب.

(حسب توصيات مجموعة دراسة العراق 1 و 2)
- معالجة إعادة بناء الاقتصاد العراقي والمخاوف الإنسانية الإقليمية.
- استعادة الشفافية والمساءلة الحكومية والحقوق الدستورية.
- استعادة الجيش الأمريكي ودعم قدامى المحاربين.
- إعادة الاستقلال لوسائل الإعلام.
- إنشاء سياسة طاقة جديدة تتمحور حول الولايات المتحدة.

(حسب التوصية 23 مجموعة دراسة العراق)

### توصيات مجموعة دراسة العراق
ودعماً للأهداف المعلنة، أشارت الخطة إلى سبع توصيات من التقرير النهائي لمجموعة دراسة العراق.
التوصية 2: يجب أن تكون أهداف الهجوم الدبلوماسي من حيث صلته باللاعبين الإقليميين هي:
دعم وحدة العراق وسلامة أراضيه.
وقف التدخلات والإجراءات المزعزعة للاستقرار من جانب جيران العراق.
تأمين حدود العراق بما في ذلك استخدام الدوريات المشتركة مع دول الجوار.
منع اتساع حالة عدم الاستقرار والصراع خارج حدود العراق.
تعزيز المساعدة الاقتصادية ، والتجارة ، والتجارة ، والدعم السياسي ، وإذا أمكن ، المساعدة العسكرية للحكومة العراقية من الدول الإسلامية غير المجاورة.
تنشيط الدول لدعم المصالحة السياسية الوطنية في العراق.
المصادقة على شرعية العراق من خلال استئناف العلاقات الدبلوماسية ، عند الاقتضاء ، وإعادة إنشاء السفارات في بغداد.
مساعدة العراق في إنشاء سفارات عاملة نشطة في العواصم الرئيسية في المنطقة (على سبيل المثال ، في الرياض ، المملكة العربية السعودية).
مساعدة العراق في التوصل إلى اتفاق مقبول للطرفين بشأن كركوك.
مساعدة الحكومة العراقية في تحقيق معالم أمنية وسياسية واقتصادية معينة ، بما في ذلك تحسين الأداء في قضايا مثل المصالحة الوطنية ، والتوزيع العادل لعائدات النفط ، وتفكيك الميليشيات.
- التوصية 22: يجب على الرئيس أن يعلن أن الولايات المتحدة لا تسعى إلى إنشاء قواعد عسكرية دائمة في العراق. إذا طلبت الحكومة العراقية قاعدة أو قواعد مؤقتة ، فيمكن للحكومة الأمريكية أن تنظر في هذا الطلب كما تفعل في حالة أي حكومة أخرى.
- التوصية 23: على الرئيس أن يعيد التأكيد على أن الولايات المتحدة لا تسعى للسيطرة على نفط العراق.
- التوصية 40: يجب على الولايات المتحدة ألا تتعهد بالتزام مفتوح لإبقاء أعداد كبيرة من القوات الأمريكية منتشرة في العراق.
- التوصية 41: يجب على الولايات المتحدة أن توضح للحكومة العراقية أن الولايات المتحدة يمكن أن تنفذ خططها ، بما في ذلك إعادة الانتشار المخطط لها ، حتى لو لم ينفذ العراق التغييرات المخطط لها. لا يمكن جعل الاحتياجات الأمنية الأخرى لأمريكا ومستقبل جيشنا رهينة تصرفات أو تقاعس الحكومة العراقية.
- التوصية 42: يجب أن نسعى لإكمال مهمة التدريب والتجهيز بحلول الربع الأول من عام 2008 ، كما ذكر الجنرال جورج كيسي في 24 أكتوبر / تشرين الأول 2006.»

### تشريع
صنفت الخطة خمسة عشر مشروع قانون تم تقديمها في كل من مجلس النواب أو مجلس الشيوخ خلال الدورة ال 110 للكونغرس والتي تناولت الأهداف المختلفة للخطة.بحلول فبراير 2009، تمت إحالة معظمهم إلى اللجان الفرعية، وتم التصويت على ثلاثة منهم فقط في مجلس النواب، ولم يتم سن أي قانون حتى الآن.
| فئة الهدف                          | مشروع قانون                                                                                    | الحالة الحالية | تاريخ التقديم  | تصويت مجلس النواب                                      | تصويت مجلس الشيوخ | تاريخ تشريع القانون |
| ---------------------------------- | ---------------------------------------------------------------------------------------------- | --- | -------------- | ------------------------------------------------------ | ----------------- | ------------------- |
| الدبلوماسية / إصلاح وزارة الخارجية | H.R. 3797 قانون الهجوم الدبلوماسي الجديد على العراق                                            | أحيلت إلى لجنة الشؤون الخارجية بمجلس النواب بتاريخ 10 أكتوبر 2007 | 10 أكتوبر 2007 | --                                                     | --                | --                  |
| حقوق الانسان / اللاجئون العراقيون  | H.R. 2265 المسؤولية تجاه قانون اللاجئين العراقيين لعام 2007                                    | تمت إحالته إلى اللجنة الفرعية المعنية بالهجرة والمواطنة واللاجئين وأمن الحدود والقانون الدولي بتاريخ 25 يونيو / حزيران 2007.                                                                                          | 10 مايو 2007   | --                                                     | --                | --                  |
| حقوق الانسان / اللاجئون العراقيون  | H.R. 3674 قانون المساعدة الإنسانية للاجئين والنازحين العراقيين وإعادة التوطين والأمن لعام 2007 | تمت إحالته إلى اللجنة الفرعية المعنية بالهجرة والمواطنة واللاجئين وأمن الحدود والقانون الدولي في 2 نوفمبر 2007 | 26 سبتمبر 2007 | --                                                     | --                | --                  |
| استعادة الدستور                    | H.R. 3045 قانون بيانات التوقيع الرئاسية لعام 2007                                              | تمت إحالتها إلى اللجنة الفرعية للدستور والحقوق المدنية والحريات المدنية بتاريخ 10 آب / أغسطس 2007 | 16 يوليو 2007  | --                                                     | --                | --                  |
| استعادة الدستور                    | H.R. 1416 قانون استعادة أمر الإحضار لعام 2007                                                  | تمت الإحالة إلى اللجنة الفرعية للدستور والحقوق المدنية والحريات المدنية بتاريخ 19 مارس 2007 | 8 مارس 2007    | --                                                     | --                | --                  |
| استعادة الدستور                    | S. 139 قانون المراجعة المعجلة للمراقبة الأجنبية                                                | أحيلت إلى لجنة القضاء بتاريخ 4/1/2007 | 4 يناير 2007   | --                                                     | --                | --                  |
| النزاهة العسكرية                   | H.R. 4102 وقف الاستعانة بمصادر خارجية قانون الأمن                                              | يُحال إلى لجنة الشؤون الخارجية، بالإضافة إلى لجنتي الخدمات المسلحة والاستخبارات (اختيار دائم)، لفترة يحددها رئيس المجلس لاحقًا، في كل حالة للنظر في تلك الأحكام التي تدخل في اختصاص اللجنة المختصة بتاريخ 7 نوفمبر 2007 | 7 نوفمبر 2007  | --                                                     | --                | --                  |
| النزاهة العسكرية                   | H.R. 400 قانون منع استغلال الحرب لعام 2007                                                     | أُدرج في التقويم التشريعي لمجلس الشيوخ بموجب أوامر عامة. التقويم رقم 423 في 17 أكتوبر 2007 | 11 يناير 2007  | تم الموافقة عليه في 9 أكتوبر 2007: 375-3               | --                | --                  |
| النزاهة العسكرية                   | H.R. 1352 قانون منع الاستعانة بمصادر خارجية للتعذيب                                            | أحيلت إلى لجنة الشؤون الخارجية بمجلس النواب بتاريخ 6 مارس 2007 | 6 مارس 2007    | --                                                     | --                | --                  |
| النزاهة العسكرية                   | H.R. 2740 قانون توسيع وإنفاذ MEJA لعام 2007                                                    | أُدرج في التقويم التشريعي لمجلس الشيوخ بموجب أوامر عامة. تقويم رقم 413 في 5 أكتوبر 2007 | 15 يونيو 2007  | تم التصويت عليه في 4 أكتوبر / تشرين الأول 2007: 389-30 | --                | --                  |
| Veterans                           | H.R. 2247 قانون مونتغمري جي آي بيل من أجل الحياة لعام 2007                                     | أحيلت إلى اللجنة الفرعية للعسكريين بتاريخ 28/6/2007 | 9 مايو 2007    | --                                                     | --                | --                  |
| Veterans                           | H.R. 2874 قانون تحسين الرعاية الصحية للمحاربين القدامى لعام 2007                               | أحالها مجلس الشيوخ إلى لجنة شؤون المحاربين القدامى في 3 أغسطس 2007 | 27 يونيو 2007  | تم تمريره في 30 يوليو 2007 في التصويت الصوتي           | --                | --                  |
| Veterans                           | H.R. 2702 قانون المساعدة التعليمية للمحاربين القدامى لما بعد 11 سبتمبر لعام 2007               | تمت إحالته إلى اللجنة الفرعية المعنية بالفرص الاقتصادية واللجنة الفرعية لمساعدة الإعاقة وشؤون الذكرى في 20 يونيو 2007                                                                                                 | 13 يونيو 2007  | --                                                     | --                | --                  |
| وسائل الإعلام                      | S. 2332 قانون ملكية وسائل الإعلام لعام 2007                                                    | لجنة التجارة والعلوم والنقل. أفاد به السناتور إينوي مع تعديلات في 15 سبتمبر / أيلول 2008 | 8 نوفمبر 2007  | --                                                     | --                | --                  |
| Energy                             | H.R. 2809 قانون أبولو الجديد للطاقة لعام 2007                                                  | تمت إحالته إلى اللجنة الفرعية المعنية بالحفظ والائتمان والطاقة والبحث في 25 أبريل 2008 | 21 يونيو 2007  | --                                                     | --                | --                  |

## آراء حول الخطة
حظيت الخطة باهتمام الصحافة الوطنية بعد الكشف عنها.وصف إيلان غولدنبرغ، مدير السياسات في شبكة الأمن القومي، في صحيفة نيو ريبابليك، الأمر بأنه «مدروس» و «خطوة أولى جيدة» و «تقدم مرحب به». أشارت أريانا هافينغتون في هافينغتون بوست إلى ذلك على أنه «عقد لاستعادة أمريكا». تم ذكر الخطة أيضًا على قناة أيه بي سي هذا الأسبوع مع جورج ستيفانوبولوس.ووصفت كاترينا فاندن هوفيل، ناشرة مجلة ذا نيشن، الخطة بأنها «مسؤولة» قائلة «لا توجد حلول عسكرية».ومع ذلك، صرح المعلق السياسي كوكي روبرتس أن الانسحاب من العراق، وهو أحد أهداف الخطة، سيكون «شيئًا غير مسؤول يجب القيام به»، مدعيا أن «الأمريكيين يفضلون الفوز». كانت هناك أيضًا مؤشرات على أنه، داخل الحزب الديمقراطي، كان للخطة بعض التأثير في النقاش، حيث تم الاستشهاد بالخطة في قاعة مجلس النواب في عام 2008. و «ساعدت في التركيز» على الإجراءات في مجلس النواب وفقًا للمتحدثة نانسي بيلوسي التي تحدثت عنها الخطة وجهود بيرنر في مقابلة أجريت في يونيو 2008.
بينما تلقت الخطة دعمًا من عالم المدونات الليبرالي والمنظمات الشعبية، مثل اوبن لفت  ودیلی کس، فقد تعرضت لانتقادات من الجمهوريين في الكونجرس وغيرهم من المعلقين المحافظين.وقال ديف رايشرت، عضو الكونجرس عن الدائرة الثامنة في واشنطن، من خلال المتحدث باسمه، إنه يعتقد أن «القادة العسكريين على الأرض– وليس المرشحين للمناصب السياسية –يجب أن يتخذوا قرارات بشأن متى وكيف يتم إنهاء الحرب». وأشار المتحدث باسم رايشرت أيضًا إلى أنه «سيكون من غير المسؤول سحب القوات ثم إرسال الأموال الأمريكية إلى ثقب أسود».